# Urziceni

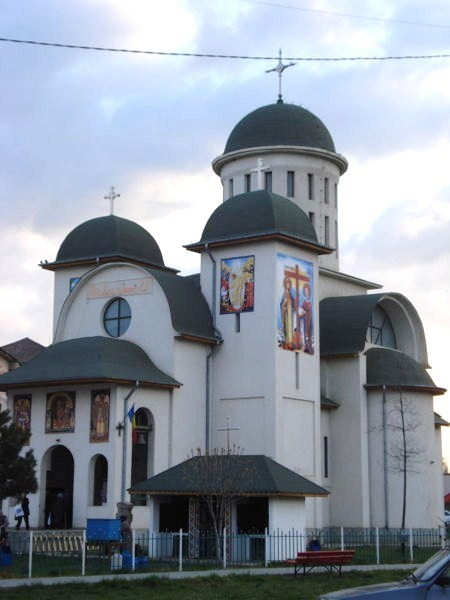
Rumänisch-Orthodoxe Kirche

Urziceni [urziˈt͡ʃenʲ] ist eine Stadt im Kreis Ialomița in Rumänien.

## Lage
Urziceni liegt in der Walachischen Tiefebene am Fluss Ialomița, inmitten der Bărăgan-Steppe. Die Kreishauptstadt Slobozia befindet sich etwa 65 km östlich, die Landeshauptstadt Bukarest 55 km südwestlich.

## Geschichte
Urziceni wurde 1596 erstmals urkundlich erwähnt. Im Rahmen zunehmender regionaler Handelsaktivitäten erhielt sie 1831 den Status eines Marktes, 1864 einer Landgemeinde und 1895 den einer Stadt. Im 20. Jahrhundert entwickelte sich Industrie, so dass Urziceni in der dünn besiedelten Region im Südosten Rumäniens zu einem wirtschaftlichen Zentrum wurde. Haupterwerbszweige sind die Produktion von Keramik, Ferrit, Alkohol, Sojaöl, Kunststoffen, Textilien und Möbeln. 1995 wurde Urziceni zum Munizipium ernannt.

## Bevölkerung
Bei der Volkszählung 2002 wurden in der Stadt 17.094 Einwohner registriert, darunter waren 16.562 Rumänen, 493 Roma und 11 Ungarn.

## Verkehr

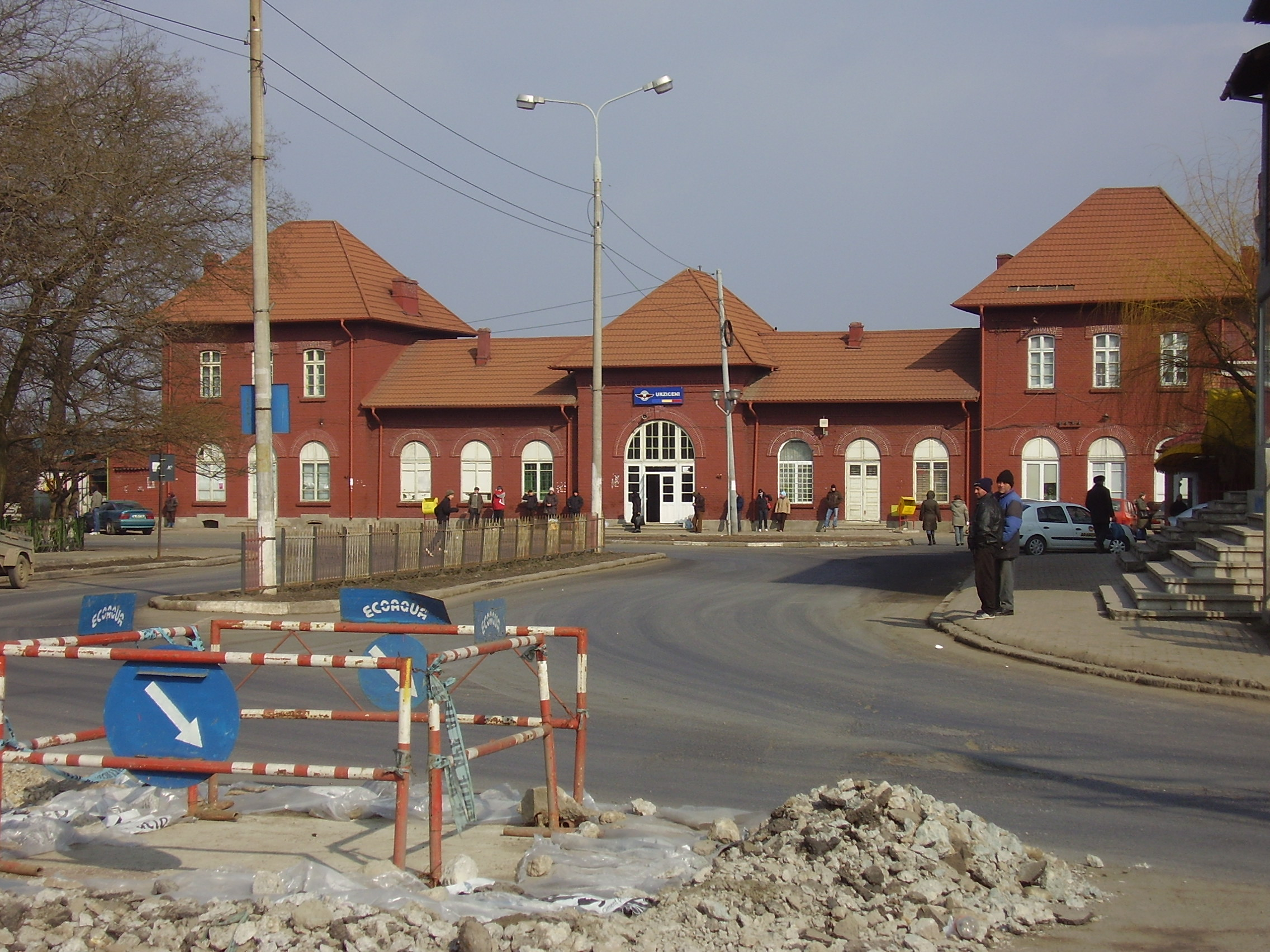
Bahnhof in Urziceni

Urziceni ist ein wichtiger Eisenbahnknotenpunkt; von hier führen Linien nach Bukarest, Ploiești, Făurei und Țăndărei. Es bestehen gute Busverbindungen in die umliegenden Orte. Durch Urziceni verlaufen die Nationalstraßen DN1D, DN2 und DN2A, die sich am westlichen Stadtrand teilen.

## Sport
Der rumänische Fußballmeister 2009 Unirea Urziceni war in Urziceni beheimatet. Zur Rückrunde 2011 wurde der Verein nach Chiajna im Nachbarkreis Ilfov umgesiedelt und noch im selben Jahr endgültig aufgelöst.

## Persönlichkeiten
- Roxana Dumitrescu (* 1967), Fechterin
- Alexandru Toma (1875–1954), Schriftsteller[6]
- Constantin Țoiu (1923–2012), Schriftsteller[7]